# 本杰明·富兰克林·蒂利
本杰明·富兰克林·蒂利（英語：Benjamin Franklin Tilley，1848年3月29日—1907年3月18日）是美国海军职业军官，在南北战争接近尾声时入伍服役，之后又曾参与美西战争。他最广为人知的经历是出任美属萨摩亚首任代总督，也是首任海军总督。与其他许多海军军官一样，他的名字也经常以首字母缩写表示为··蒂利（B. F. Tilley）。
蒂利在南北战争进行得如火如荼时进入美国海军学院就读，于战争结束后毕业，然后在军中逐渐晋升。担任上尉期间，他曾在1877年铁路大罢工爆发后参与军方镇压。1891年智利内战期间，他又同小队海军和海军陆战队军人一起保护位于圣地亚哥-德智利的美国领事馆。美西战争期间，蒂利统领纽波特号砲艇成功俘虏两艘西班牙海军舰船。战争结束后，他成为图图伊拉岛和马努阿群岛（之后更为美属萨摩亚）首任代理总督，并在新领地设立法律和行政规章先例。蒂利在41年军旅生涯接近尾声时晋升海军少将，但不久后就因患肺炎去世，享年58岁。

## 早年经历和海军生涯
本杰明·富兰克林·蒂利于1848年3月29日在罗德岛州布里斯托尔出生，在父母九个孩子里排第六。内战爆发后，蒂利于1863年9月22日进入美国海军学院，这时他还只有15岁。受战争影响，学校不得不从被邦联占领的安那波利斯迁至罗德岛州的纽波特。在校学习期间，蒂利就登上富兰克林号护卫舰，1866年他以全班第1名的成绩毕业并继续在该舰服役，之后又转调到弗罗里克号砲艇。在弗罗里克号服役3年后，蒂利晋升少尉。接下来他又登上兰开斯特号拖船，并在此得到两次升职，先是于1870年升任中尉，再于次年晋升上尉。1872至1875年间，他登上彭萨科拉号蒸汽船在南太平洋服役，之后又短暂成为新罕布什尔号补给舰的一员，再在哈特福德号战舰上服役两年。

### 1877年铁路大罢工
1877年7月，西弗吉尼亚州马丁斯堡發生了铁路大罢工暴亂，包括匹兹堡和费城在内的其他多个美国城市也因此发生暴动。为此，总统拉瑟福德·伯查德·海斯授权动用军队镇压暴乱。在此期间，蒂利暂时转调到普利茅斯号战舰，经波托马克河前往哥伦比亚特区，因为军队领导人担心暴徒可能从巴尔的摩赶往首都，控制或破坏缺乏保护的政府目标。保护首都的部队包括陆军、海军和海军陆战队，组织成包含7个连的1个营（海军旅），由爱德华·巴雷特（Edward Barrett）上校担任营长，蒂利则是连的连长。不过，事实证明军方的担忧是多余的，军队成功压制巴尔的摩的罢工暴动，之后也没有暴徒前往首都特区闹事。不久后，其他城市的暴乱均已受到控制。
罢工结束后，蒂利转调波瓦坦号巡防舰，然后请了6个月婚假。1878年6月6日，蒂利和海军外科医生的女儿艾米莉·艾德林·威廉姆森（Emily Edelin Williamson）成婚，然后两人前往欧洲度了很长时间的蜜月。回到部队后，蒂利在美国海军学院服役至1882年，在此期间既有在训练舰工作，也有为学员班级服务。接下来3年里，他在田纳西号护卫舰服役，于1885年晋升少校并返回海军学院任教。在校任教期间，他先是当上天文、航海和测绘系主任，之后又成为机械制图系主任。1889年9月，他被调到华盛顿海军工厂教授军械。

### 智利内战

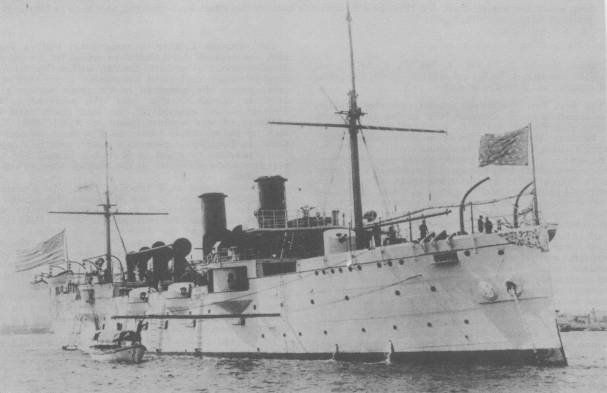
圣弗朗西斯科巡洋舰，摄于19世纪90年代。

1890年，蒂利转调到旧金山，检验新建成的圣弗朗西斯科号巡洋舰并当上副舰长。1891年智利内战期间，美军部队先乘圣弗朗西斯科号抵达瓦尔帕莱索港口，再赶赴该国首都圣地亚哥保护美国驻当地领事。武装分子攻进圣地亚哥时，蒂利同另外给100名官兵留下来镇守领事馆。战争结束后，蒂利返回美国海军学院，继续担任天文和航海系主任。1896年，他当上班克罗夫特号砲艇司令官，并随船沿美国东岸检查各个海军造船厂。同年10月，蒂利晋升为中校。次年，他又成为纽波特号砲艇司令官并远航尼加拉瓜，评估当地地峡运河的工程进展。

### 美西战争
1898年4月23日，西班牙因美国支持古巴独立而向美宣战。蒂利这时仍是纽波特号司令官，正在加勒比海巡航，这里是两国冲突的心脏地带。美国随即向西班牙宣战，仅两天后，蒂利就俘获西班牙海军高雅号单桅船和派里诺号双桅船。蒂利参与了针对圣地亚哥-德古巴的海上封锁，但没有参与随后的圣地亚哥-德古巴战役，因为战争爆发时纽波特号正在关塔那摩湾加油。战争后期，蒂利主要指挥舰只炮轰古巴曼萨尼约港。经过持续数月的战斗，蒂利率领纽波特号协助俘虏了9艘西班牙舰船。战争结束时，他又转调至纽波特海军造船厂，再于同年10月成为维克斯堡砲艇司令官。

## 美国海军图图伊拉基地司令官
1872年，美国通过驻夏威夷大使亨利·皮尔斯（Henry A. Peirce）首度表明有意在萨摩亚的帕果帕果建设海军基地，但为此编撰的条约却没有得到联邦参议院批准:58。6年后，参议院于1878年2月13日通过一项单独的条约，在外交上承认萨摩亚政府，同时重新批准在该国建立海军基地:64–66。虽然没有再出现其它的政治障碍，但国会却迟迟没有拨出款项，岛上只建了座小型加煤站。海军基地直到20年后才于1898年由民间承包商主导开建。1899年初，蒂利奉命督导基地建设，并成为该基地首任司令官。他还是阿巴伦达号煤船的司令官，该舰主要将钢材和煤炭运往施工地点，还是基地的首艘舰船。经过远航，蒂利于1899年8月13日正式就任基地司令官。:105–108
蒂利上任前，萨摩亚的政治局势就已开始发生变化。第二次萨摩亚内战这时刚刚结束，该国此时没有正常运作的中央政府。美国、英国和德国都在为当地的战略和经济利益明争暗斗。1899年6月10日，三国签署柏林条约，将萨摩亚一分为二。偏东的部分由美国控制，最大的岛是图图伊拉岛。偏西的部分面积更大，历史上也更加重要，由德国控制。根据条约，英国政府放弃对该领地的任何利益要求，换取德国的某些让步。这一条约的消息直至1899年12月6日才传到萨摩亚群岛并由蒂利知悉。:105–108蒂利将条约内容告知当地原住民酋长，并宣布东萨摩亚开始收归美国管辖。不过，联邦政府尚未就究竟如何管理这一领地做出决定。蒂利的首要任务仍然是建设海军基地，他还被派前往新西兰的奥克兰获取额外补给和煤炭。:105–108返回萨摩亚不到1个月后，威廉·麦金莱总统于1900年2月19日将美属萨摩亚交由美国海军管理。助理海军部长查尔斯·H·艾伦（Charles H. Allen）任命蒂利担任美国海军图图伊拉基地司令官，并在任命书中要求他“培养同当地人的友好关系。”:105–108

## 图图伊拉代总督
蒂利走马上任的首要任务是同地方政权谈判，确保东萨摩亚主权顺利且和平交接给美国。图图伊拉岛的两个地方政府原本隶属西萨摩亚乌波卢岛上的政府管辖，但随着萨摩亚群岛一分为二，西萨摩亚成为德国领土，这种管辖关系也相应中止，只是图图伊拉岛上的两个政府仍然保留。对于这次划分，各地方政府都感到满意。位于图图伊拉岛以东约110公里的马努阿群岛（包括塔乌岛、奥富岛和奥洛塞加岛3个主要岛屿）在政治上独立于图图伊拉岛。1900年3月12日，蒂利前往塔乌岛与当地酋长面谈，酋长最终同意将部分主权让给美国，但拒绝全面割让。1900年4月17日签署的割让契约将塔乌岛列为美属萨摩亚的组织部分，但上面并没有该岛代表签字。虽然蒂利受命成为代总督，但美属萨摩亚要到1905年埃德蒙·比尔兹利·安德伍德（Edmund Beardsley Underwood）上任时才开始拥有正式意义上的总督。经过多轮协商，塔乌岛酋长于1904年在契约上签字。:157–158
担任代总督期间，蒂利颁布的首批规章是向领地进口商品征税、禁止向原住民出售酒类饮品（但可以向外来美国公民销售），同时禁止将土地转卖给非萨摩亚居民。1900年5月1日，他宣布美国联邦法律在领地生效，并且萨摩亚原有法律只要不和美国法律冲突就仍然有效。蒂利还把美属萨摩亚划分成三个区，除图图伊拉岛上早已存在并在划归美国后依然得到承认的两个政府外，还有管辖马努阿群岛的第三个政府，这时马努阿群岛仍然自认不属于美属萨摩亚。接下来一年里，蒂利管制枪支并推行居民出生、去世、婚姻和征税强制登记制度，还将安息日定为公众假期。他还组建由萨摩亚当地人组成的民兵小队“菲塔菲塔卫队”（Fita Fita Guard），充当领地警力和防御力量。自愿参加卫队的原住民在海军基地受训，教官是海军陆战队军士。:125–128
由于部分萨摩亚原住民对美国法律并不适应，冲突在所难免，蒂利的管理因此遭遇问题。例如萨摩亚原有法律规定鲣鱼是神圣的，他人只有在获得酋长特许的情况下才能吃这种鱼，否则，吃鱼者会遭到一系列的严厉惩罚，如房屋会被烧毁，庄稼会被连根拔起，他还会被赶出萨摩亚。但是，一名萨摩亚人在触犯这条戒律后根据美国法律提出上诉，结果下令摧毁他房屋和庄稼的酋长被捕。蒂利本人在这次刑事诉讼案中担任法官，酋长被判处一年软禁，还必须赔偿财物损失。除此以外，境内新出现的美式政治制度也同当地习俗出现水土不服的情况。例如，领地内的三个区政府都有同等权威，但三个区在原住民族群中的社会地位却有高下之分。这种差异导致决策过程更加困难，还会引起社会关系紧张。:132–134尽管存在这些问题，但萨摩亚当地人对蒂利评价甚高。1900年12月18日，萨摩亚多名酋长一起就麦金莱总统赢得连任发出贺信，信中称蒂利成为地方总督后，当地人已经通过他学会爱和敬重。:127
1901年6月，蒂利告假返回哥伦比亚特区，职位由约翰·爱德华·多恩（E. J. Dorn）暂代。但多恩随后身体出现问题，职务于10月由约瑟夫·李·杰恩（J. L. Jayne）接手。同月，助理海军部长弗兰克··哈克特（Frank W. Hackett）接到匿名投诉，称蒂利行为不检且酗酒。:137–139但就在几乎同一时间，蒂利获西奥多·罗斯福总统提升为上校。1901年11月7日，蒂利和夫人一起返回美属萨摩亚，再于两天后接受军事法庭质询。庭审一共持续4天时间，控方只传召1名证人出庭，最终法庭裁决蒂利罪名不成立。然而，乌列尔·塞伯里上校还是于1901年11月27日获得任命，取代蒂利的司令官职位，蒂利和夫人于次月返回美国:137–139。
塞伯里之后对前任代总督有高度评价，称蒂利“能力出众、善良、机智而且有明智的判断力”。塞伯里一直觉得自己没有获得管理美属萨摩亚的适当授权，但蒂利对此并不介意，无论是颁布法案还是作为当地事实上的领导人，他都毫不避讳。虽然蒂利同原住民酋长签署的契约承认他有权管辖东萨摩亚，但单从美国联邦政府的角度来看，他只不过是海军基地的司令官。:150–151蒂利出任首任海军总督时，东萨摩亚领地还没有正式名称，他的任期为这里未来的大部分治理工作奠定了基础。美属萨摩亚政府因此把蒂利同其他多位1905年前的基地司令官一起列入领地总督名单。

## 晚年及辞世
1902年3月，蒂利接到下一项任命，前往加利福尼亚州瓦列霍执掌马雷岛海军造船厂。任职3年后，他又于1905年1月11日转调艾奥瓦号战舰。两年后，蒂利于1907年2月23日成为宾夕法尼亚州费城里格岛海军造船厂的司令官，并于次日晋升少将。但只过了不到1个月，本杰明·富兰克林·蒂利就因肺炎辞世，享年58岁。同年末，《华盛顿邮报》列出各领域于1907年去世的322个最具影响的人物，蒂利榜上有名。蒂利身后留下一子二女，他的儿子小本杰明·富兰克林·蒂利（Benjamin Franklin Tilley, Jr.）也是海军军官，以中校军衔退役。